# 게이세이나리타역
게이세이나리타역(일본어: 京成成田駅)은 일본 지바현 나리타시에 위치한 게이세이 전철의 철도역이다. 게이세이 본선의 소속역이며, 이 역을 기점으로 하는 히가시나리타선등 2개의 노선이 운행되고 있다. 역 번호는 KS 40이며, 3면 3선 구조의 복합 승강장을 갖춘 지상역이다.

## 타는 곳
| 1 · 2 | 히가시나리타선 | 하행 | 히가시나리타 · 시바야마치요다                                                | 하루 시간대      |
| 1 · 2 | 본선           | 상행 | 닛포리・게이세이우에노・오시아게・ 도영 아사쿠사 선・ 게이큐 선 방면         |                  |
| 3     | 본선           | 상행 | ■ 시티 라이너 ■ 모닝 라이너 후나바시 · 아오토 · 닛포리 · 게이세이우에노 방면 |                  |
| 4     | 본선           | 하행 | (하차 전용)                                                                  |                  |
| 5     | 본선           | 하행 | 나리타 공항 방면                                                             |                  |
| 5     | 히가시나리타선 | 하행 | 히가시나리타 · 시바야마치요다 방면                                           | 하루 시간대 제외 |

## 이용 현황
| 승차 인원 추이 | 승차 인원 추이     | 승차 인원 추이     |
| 연도           | 1일 평균 하차 인원 | 1일 평균 승차 인원 |
| -------------- | ------------------ | ------------------ |
| 1998년         |                    | 18,732             |
| 1999년         |                    | 18,758             |
| 2000년         |                    | 18,916             |
| 2001년         |                    | 18,834             |
| 2002년         |                    | 18,673             |
| 2003년         | 37,409             | 18,604             |
| 2004년         | 37,535             | 18,723             |
| 2005년         | 37,497             | 18,638             |
| 2006년         | 38,045             | 18,892             |
| 2007년         | 38,162             | 18,920             |
| 2008년         | 38,568             | 19,148             |
| 2009년         | 37,499             | 18,630             |
| 2010년         | 36,026             | 17,901             |
| 2011년         | 34,583             | 17,212             |
| 2012년         | 35,426             | 17,612             |
| 2013년         | 35,685             | 17,715             |
| 2014년         | 34,871             | 17,344             |
| 2015년         | 35,489             |                    |
| 2016년         | 35,933             |                    |

## 역 주변
- 나리타 시청
- 국도 제51호선
- 도미사토 시청 히요시다이 출장소
- JR 동일본 나리타선 나리타역
- 지바 교통 본사 빌딩

## 인접 역
| 게이세이 전철 본선                      | 게이세이 전철 본선                                  | 게이세이 전철 본선                   |
| --------------------------------------- | --------------------------------------------------- | ------------------------------------ |
| KS35 게이세이사쿠라 게이세이우에노 방면 | ■ 쾌속특급                                          | 공항 제2빌딩 KS41 나리타 공항 방면   |
| KS39 고즈노모리 게이세이우에노 방면     | ■ 특급 · ■ 통근특급 · ■ 쾌속 ・ ■ 보통              | 공항 제2빌딩 KS41 나리타 공항 방면   |
| 게이세이 전철 히가시나리타선            |                                                     |                                      |
| 시·종착역                               | ■ 쾌속특급 · ■ 특급 · ■ 통근특급 · ■ 쾌속 ・ ■ 보통 | 히가시나리타 KS 44 히가시나리타 방면 |